# Castello di Chester

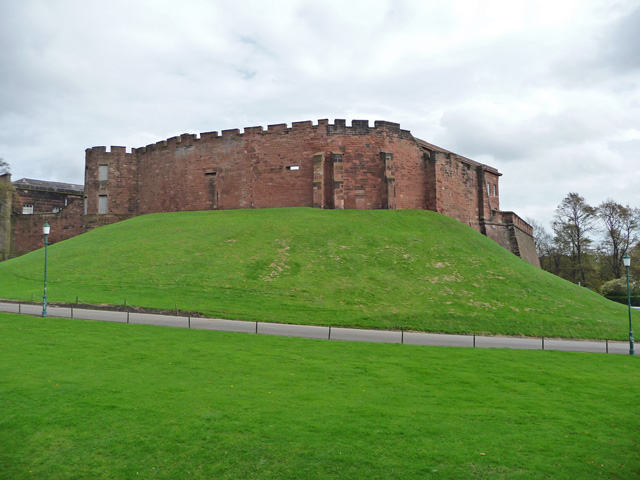
Il castello di Chester

Il castello di Chester, costruito tra il 1788 e il 1822, è un edificio progettato da Thomas Harrison realizzato a Chester, città dell'Inghilterra capoluogo della contea di Cheshire, sulla base del castello medioevale ivi presente e costruito nel 1070 da Ugo d'Avranches, I conte di Chester.
È un tribunale che ha un portico a forma di pronao esastilo. Il pronao viene utilizzato spesso nell'architettura neogreca per connotare un edificio pubblico. L'ingresso avviene attraverso una porta che rievoca i propilei dell'acropoli di Atene costituito da un portico centrale con ai lati due altri elementi con colonne di ordine dorico. Questo ingresso viene chiamato Propilæum.